# Kim Won-hee
Kim Won-hee (9 de junio de 1972) es una presentadora y actriz surcoreana. Comenzó su carrera en la actuación, protagonizando series como Queen (1999), The Thief's Daughter (2000), Love Needs a Miracle (2005) y Don't Ask Me About the Past (2008), así como las películas Oh! LaLa Sisters (2002), Marrying the Mafia II (2005), Marrying the Mafia III (2006) y Swindler in My Mom's House (2007). En los últimos años se ha vuelto más activa con programas de variedad y talk shows, en particular Come to Play, el cual presentó junto a Yoo Jae-suk durante ocho años.

## Filmografía

### Cine
| Año  | Título                               | Rol                         |
| ---- | ------------------------------------ | --------------------------- |
| 1992 | An Unlikely Farewell (Cortometraje)  | Sook-yi                     |
| 1994 | The Man Who Cannot Kiss              | Yoo Mi-na                   |
| 1996 | Piano Man                            | Doctora                     |
| 1998 | Extra                                | Kang Bo-ra                  |
| 2002 | Oh! LaLa Sisters                     | Jang Mi-ok                  |
| 2003 | North Korean Guys                    | (cameo)                     |
| 2004 | Father and Son: The Story of Mencius | Madre Piggy (cameo)         |
| 2005 | Marrying the Mafia II                | Kim Jin-kyung               |
| 2006 | Marrying the Mafia III               | Kim Jin-kyung/Park Jin-sook |
| 2006 | Who Slept with Her?                  | madre de Jae-seong (cameo)  |
| 2007 | Swindler in My Mom's House           | Hye-ju                      |

## Premios y nominaciones
| Año  | Premio                   | Categoría                                              | Nominación                            | Resultado |
| ---- | ------------------------ | ------------------------------------------------------ | ------------------------------------- | --------- |
| 1996 | SBS Drama Awards         | Premio de popularidad entre los Cibernautas            |                                       | Ganadora  |
| 2001 | SBS Drama Awards         | Premio Excelencia, Actriz                              |                                       | Ganadora  |
| 2002 | MBC Drama Awards         | Premio a la excelencia en la Radio                     | Música llena de esperanza al Mediodía | Ganadora  |
| 2003 | 39 Baeksang Arts Awards  | Actriz más Popular(TV)                                 | Im Kkeokjeong                         | Ganadora  |
| 2004 | MBC Entertainment Awards | Premio a la excelencia en un espectáculo de variedades |                                       | Ganadora  |
| 2005 | MBC Entertainment Awards | Premio a la Excelencia en un Espectáculo de variedades |                                       | Ganadora  |
| 2007 | 43 Baeksang Arts Awards  | Mejor Artista/Intérprete en programa de variedades     | Que venga a Jugar                     | Nominada  |
| 2007 | MBC Entertainment Awards | Premio Popularidad en un Espectáculo de variedades     |                                       | Ganadora  |
| 2009 | SBS Entertainment Awards | Mejor Presentadora                                     |                                       | Ganadora  |
| 2010 | MBC Entertainment Awards | Premio especial en un Espectáculo de variedades        | Que venga a Jugar                     | Ganadora  |
| 2011 | 47 Baeksang Arts Awards  | Mejor Artista/Intérprete en programa de variedad       | Que venga a Jugar                     | Ganadora  |
| 2011 | MBC Entertainment Awards | PD                                                     |                                       | Ganadora  |
| 2014 | SBS Entertainment Awards | Mejor MC                                               | Jagiya                                | Ganadora  |